# Rhynobrissus pyramidalis
Rhynobrissus pyramidalis is een zee-egel uit de familie Brissidae.
De wetenschappelijke naam van de soort werd in 1872 gepubliceerd door Alexander Agassiz.